# Plácido Polanco
Pour les articles homonymes, voir Polanco.
Plácido Enrique Polanco (né le 10 octobre 1975 à Saint-Domingue, République dominicaine) est un joueur dominicain de la Ligue majeure de baseball. Il est présentement agent libre.
Ce joueur de champ intérieur est sélectionné pour le match des étoiles en 2007 et 2011, remporte deux Gants dorés (2007, 2009) et un Bâton d'argent (2007). Joueur de deuxième but avec les Tigers de Detroit, il joue au troisième but depuis 2010.

## Carrière
Drafté en 1994 par les Cardinals de Saint-Louis, il débute en ligue majeure en juillet 1998. Il est ensuite transféré chez les Phillies de Philadelphie le 29 juillet 2002, puis chez les Tigers de Detroit en juin 2005.
Il fut l'une des pièces essentielles des Tigers en 2006. Plácido est ainsi désigné meilleur joueur de la finale du championnat de la ligue américaine. Il ne connait pas la même réussite en Série mondiale. En cinq matchs, il ne frappe aucun coup sûr et assiste à la victoire surprise  de son ancienne équipe, les Cardinals de Saint-Louis.
Auteur d'une très bonne première partie de saison 2007 avec une moyenne au bâton de 0,300, il est sélectionné pour la première fois de sa carrière au match des étoiles le 10 juillet 2007. Il termine l'année avec une moyenne au bâton de ,341, la 3e meilleure de la Ligue américaine, et reçoit à la fin de la saison un Gant doré pour son excellence en défensive au deuxième but et un Bâton d'argent pour ses performances offensives.
En 2008, Polanco maintient une moyenne de ,307 et produit 58 points.
En 2009, sa moyenne baisse à ,285 mais il affiche son plus haut total de points produits (72) en carrière et gagne son second Gant doré en défensive.
Le 3 décembre 2009, Polanco signe avec les Phillies de Philadelphie un contrat de 3 ans pour 18 millions de dollars. Comme les Phillies comptent déjà sur le joueur étoile Chase Utley au deuxième but, Polanco joue au troisième but pour les Phillies, remplaçant Pedro Feliz.
Le 5 avril 2010, Polanco célèbre son retour à Philadelphie en produisant six points, un record en carrière, dans un gain des Phillies à Washington lors du match inaugural de la nouvelle saison. En 2010, il frappe pour ,298 en 132 parties avec 52 points produits. Blessé au dos, il rate en octobre le début de la Série de division de la Ligue nationale entre les Phillies et les Reds.
Il maintient une moyenne de ,257 avec deux circuits et 19 points produits en 90 matchs en 2012, sa dernière saison à Philadelphie.
Le 20 décembre 2012, il signe un contrat d'un an avec les Marlins de Miami. À sa seule année à Miami, Polanco frappe pour ,260 en 118 matchs avec 97 coups sûrs et 23 points produits.